# Gene Mayer
Gene Mayer (ur. 11 kwietnia 1956 w Nowym Jorku) – amerykański tenisista, zwycięzca French Open 1978 i French Open 1979 w grze podwójnej, zdobywca Pucharu Davisa 1982.
Jego starszy brat, Sandy Mayer, również był tenisistą.

## Kariera tenisowa
Zawodowym tenisistą Mayer był w latach 1973–1986. W tym czasie wygrał czternaście turniejów rangi ATP World Tour w grze pojedynczej i osiągnął dwanaście finałów. W grze podwójnej triumfował w piętnastu imprezach ATP World Tour, w tym French Open 1978 i 1979. Dodatkowo awansował do ośmiu finałów.
W latach 1982–1983 reprezentował Stany Zjednoczone w Pucharze Davisa, przyczyniając się do zdobycia przez zespół trofeum podczas edycji 1982, kiedy to pokonał w finale  Henriego Leconte z Francji 6:2, 6:2, 7:9, 6:4.
W rankingu gry pojedynczej Mayer najwyżej był na 4. miejscu (6 października 1980), a w klasyfikacji gry podwójnej na 5. pozycji (9 lipca 1979).

### Finały w turniejach wielkoszlemowych

#### Gra podwójna (2–0)
| Końcowy wynik | Nr | Data            | Turniej            | Nawierzchnia | Partner      | Przeciwnicy                  | Wynik finału  |
| ------------- | -- | --------------- | ------------------ | ------------ | ------------ | ---------------------------- | ------------- |
| Zwycięzca     | 1. | 11 czerwca 1978 | French Open, Paryż | Ceglana      | Hank Pfister | José Higueras Manuel Orantes | 6:3, 6:2, 6:2 |
| Zwycięzca     | 2. | 10 czerwca 1979 | French Open, Paryż | Ceglana      | Sandy Mayer  | Ross Case Phil Dent          | 6:4, 6:4, 6:4 |